# روفیا
ماه جهان سلوکی با نام هنری روفیا (۱۳۱۴ – ۲۵ مرداد ۱۴۰۲) بازیگر سینما و تئاتر و متولد ایران شیشوان، عجب شیر بود. او سال ۱۳۳۴ با بازی در نقش فرخ‌لقا در فیلم «امیر ارسلان نامدار» وارد دنیای بازیگری شد و طی ۱۲سال در ۹ فیلم بازی کرد.
روفیا ۲۵ مرداد ۱۴۰۲ در سن ۸۸ سالگی در استرالیا درگذشت.

## نمایش‌ها
1. آرشین مالالان
2. پروفسور سوسول
3. عشق پیری گر بجنبد (۱۳۴۴)

## بازیگر
- قربانی سوم (۱۳۴۶)
- آلیش دختر کولی (۱۳۴۳)
- زن‌ها فرشته‌اند (۱۳۴۲)
- فرشته وحشی (۱۳۳۸)
- طوفان در شهر ما (۱۳۳۷)
- رستم و سهراب (۱۳۳۶)
- زندگی شیرین است (۱۳۳۵)
- شب‌نشینی در جهنم (۱۳۳۵)
- امیر ارسلان نامدار (۱۳۳۴) در نقش فرخ‌لقا

## تهیه‌کننده
- آلیش دختر کولی (۱۳۴۳)